# 東北三大祭り

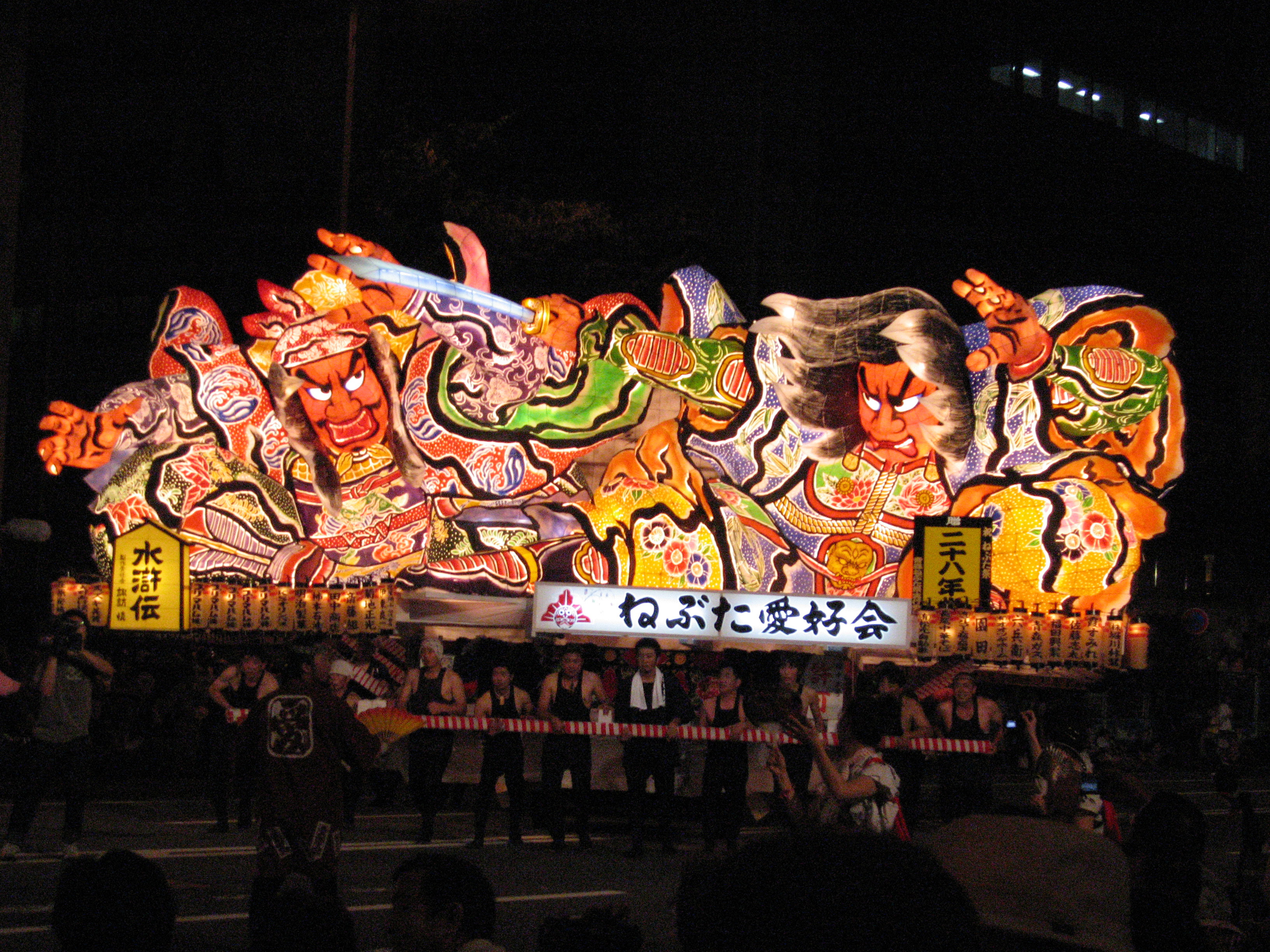
青森ねぶた祭（青森市）

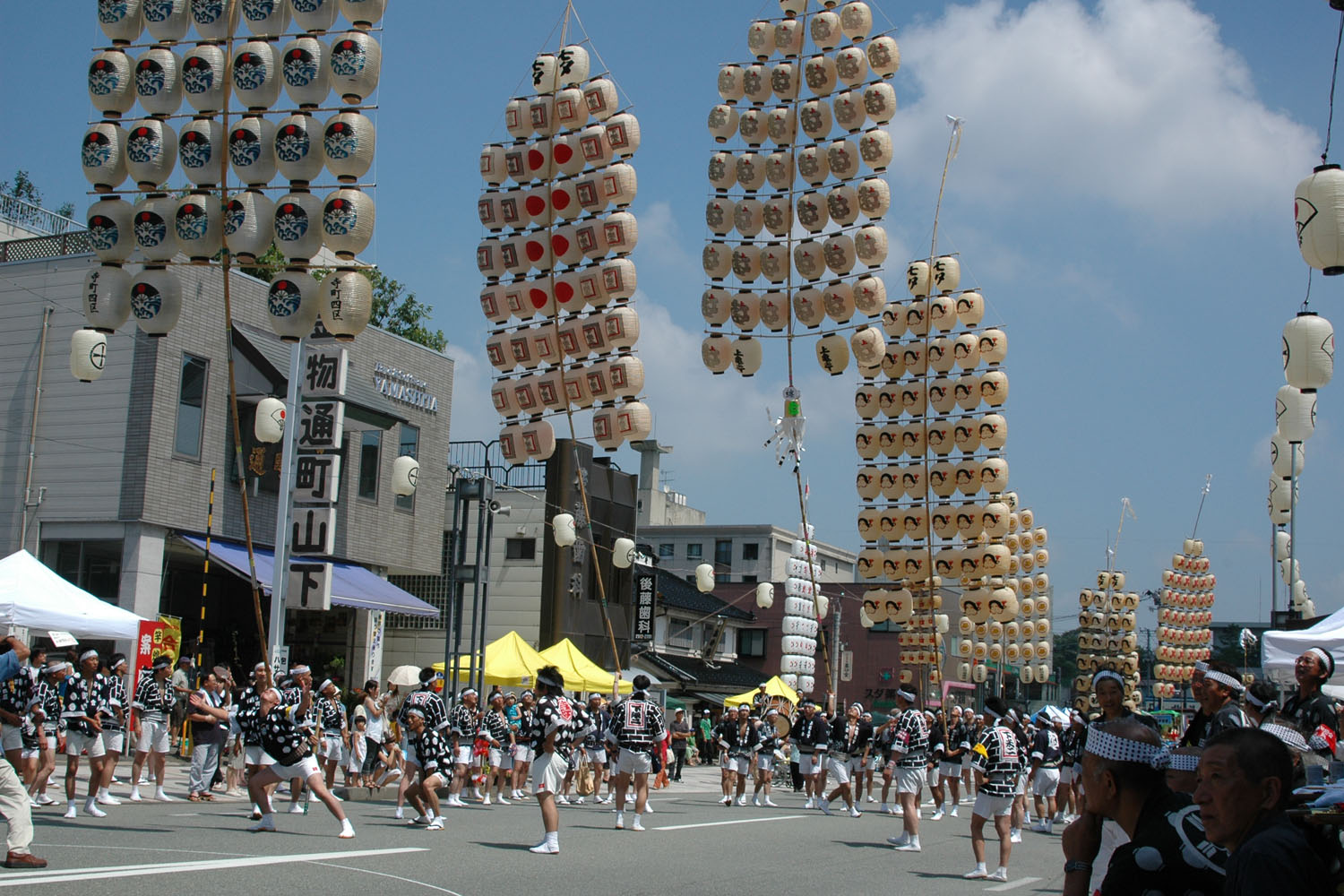
秋田竿燈まつり（秋田市）

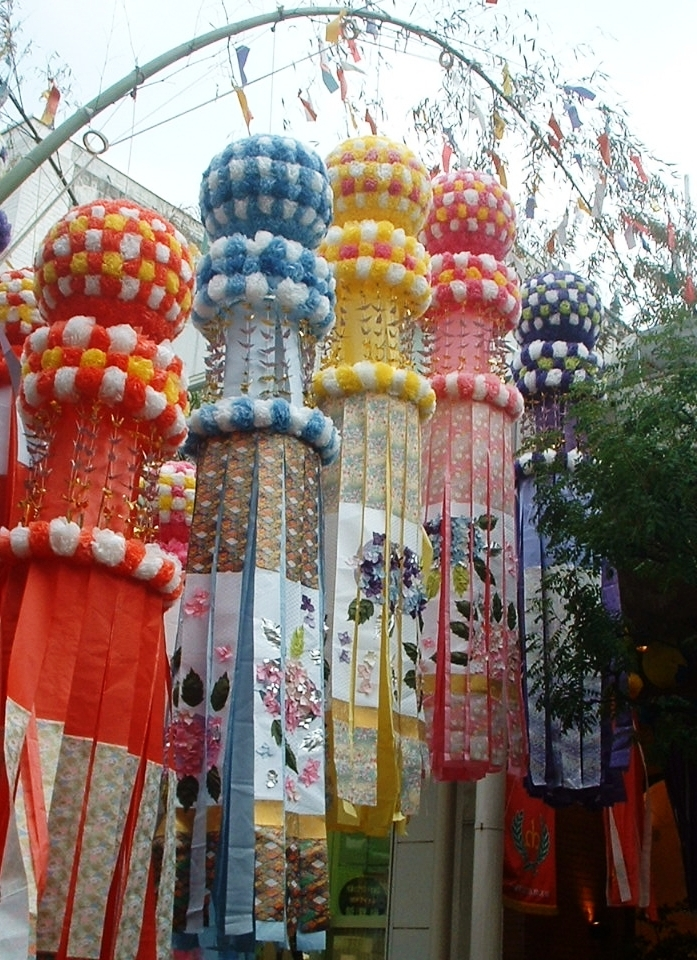
仙台七夕まつり（仙台市）

まつりは、東北地方の著名な夏祭りである青森ねぶた祭、秋田竿燈まつり、仙台七夕をまとめて言う名称である。この名称がいつからあるのかはっきりしないが、1958年（昭和33年）に日本国有鉄道（国鉄）が東北三大祭り指定周遊券を発売して観光キャンペーンを行った。これ以降に東北三大祭りの呼称が広く知られるようになったようである。
ここでは組み合わせの異なる三大以外の祭りについても扱う。

## 概要
東北地方の主な夏祭りは開催時期が8月上旬に集中しており、各祭りは開催期間中おおむねどの日でも似た内容であるため旅行業者による夏のパッケージツアーとして組み合わせし易い。そのため「東北N大（夏）祭り」はツアー商品の名称（商標未登録）として一般に浸透し、その組み合わせも組み合わせられる祭りの数も恣意的である。また観客数は曜日配列や天候により毎年変動するため、観客数が多い方から数えられたNつの祭りではない年もある。
東北地方は中部地方とほぼ同じ面積を持つ広い地方であり東京都と青森市の中間地点が仙台市であるなど南北に長いため東北各地を周遊すると移動距離も長くなるが、他の地方からの来訪者にとっては北海道（東北地方の1.25倍の面積）と同様1度に各地を周遊する傾向がある。東北地方での国道や高速道路（東北道・山形道・秋田道など）の整備、新幹線（東北新幹線・山形新幹線・秋田新幹線）の開通、各空港の路線開設など交通の発達によって短期間に余裕をもって東北各地を周遊できるようになったこともあり、消費者ニーズに合わせて「三大」に限らず「二大」から「六大」まで様々な「N大」の組み合わせが見られるようになった。
現在の「東北N大（夏）祭り」はツアー商品を広告媒体とした夏祭りを観ながら盛夏の東北各地を巡る観光モデルコースの面があるため、東北各県の観光協会ごとでも「N大」の組み合わせやその数が多岐に渡り様々なオプショナルツアーの提示がある。
なお各々の祭りは海外の日本関連の祭りや展示会、あるいは国内各地の物産展などへの参加が見られ各県の顔としての役割も担っている。「東北N大（夏）祭り」のいくつかが参加するイベントとして、海外では「ジャパン・ウィーク」（国際親善協会主催）、国内では「東北六魂祭」（東北6県の県庁所在地持ち回り）、「おなごりフェスティバル」（秋田県能代市）、「ハイウェイフェスタとうほく（2011年までは「ハイウェイコミュニケーションin東北」という名称）」（NEXCO東日本東北支社主催。宮城県仙台市・勾当台公園）が挙げられる。

## 東北N大祭り

### 東北三大祭り
「東北三大（夏）祭り」を構成するのは、一般に以下の3つの祭である（数値は2008年の1日あたりの入り込み数）。
- 仙台七夕まつり（宮城県仙台市。会場）　68.4万人/日
- 青森ねぶた祭（青森県青森市。会場）　53.2万人/日
- 秋田竿燈まつり（秋田県秋田市。会場）　33.5万人/日

これら3者は、
- （起源）民俗学的見地から、いずれも「七夕」、または、七夕における睡魔を払う行事「ねむり流し」「ねぶり流し」に関連する。ねぶたは「ねむりながし」のねむりが転訛した名称とされ[4]、竿燈は昭和前期まで「ねぶり流し」と称した[5]。
- （歴史）戦前から祭りとして確立。
- （都市）県庁所在地で開催。
- （観客）花火大会を除いた2008年における1日あたりの入り込み数の上位3者。

という共通点がある。この「三大」の定義は、新聞・雑誌・旅行業者で広く用いられている。
「東北三大（夏）祭り」に挙げられるこれらの祭りは、その祭りのフォーマットやノウハウが発祥地から日本各地へと広まったという点でも共通する。仙台七夕は旧来の庶民の年中行事の1つである「七夕」を商店街イベントの「七夕祭り」へと昇華したことで、高度経済成長期に興隆した日本各地の中心部商店街や海外（ブラジルやアメリカ合衆国）に広まった（参照）。ねぶたも、夏祭りの出し物の1つとして青森県外へと広まっている（参照）。秋田竿燈も鳥取県米子市に伝播して「がいな祭り」となっている。
「東北三大祭り」という名称がいつから存在したのかは不明だが、1958年（昭和33年）に国鉄が青森ねぶた祭・秋田竿燈まつり・仙台七夕まつりの3つの祭を「東北三大まつり」として周遊券を発売開始している。しかしこの頃の「東北三大祭り」の各祭の日程は鉄道による首都圏発地型では複数観ることが困難だったため、1959年（昭和34年）に国鉄職員から各祭の日程の調整が提案された。1962年（昭和37年）からは「竿燈・ねぶた・七夕」の順で巡るツアーが組まれるようになり、「東北三大祭り」が首都圏で人気の観光商品となった。

### 東北四大祭り
上記の「東北三大（夏）祭り」に山形県山形市の山形花笠まつり（会場）を加えた4者は、「東北四大（夏）祭り」と一般的に呼ばれている。これら4者は、
- （歴史）高度経済成長期までに祭りとして確立
- （都市）県庁所在地で開催
- （観客）花火大会を除いた2008年（平成20年）における1日あたりの入り込み数の上位4者

という共通点がある。ただし山形花笠まつりは、「七夕」との関係は無い。この「四大」の定義は山形県花笠協議会・新聞・雑誌・旅行業者でも用いられているほか、ドラマ・小説のタイトルでも見られ、近年では記念切手にもこの定義が見られる。
花笠踊りも県外への伝播例が見られるが、「三大」が高度経済成長期の伝播であるのに対し花笠踊りの場合はバブル景気期以降の伝播である所に違いがある。

### その他の「東北N大祭り」

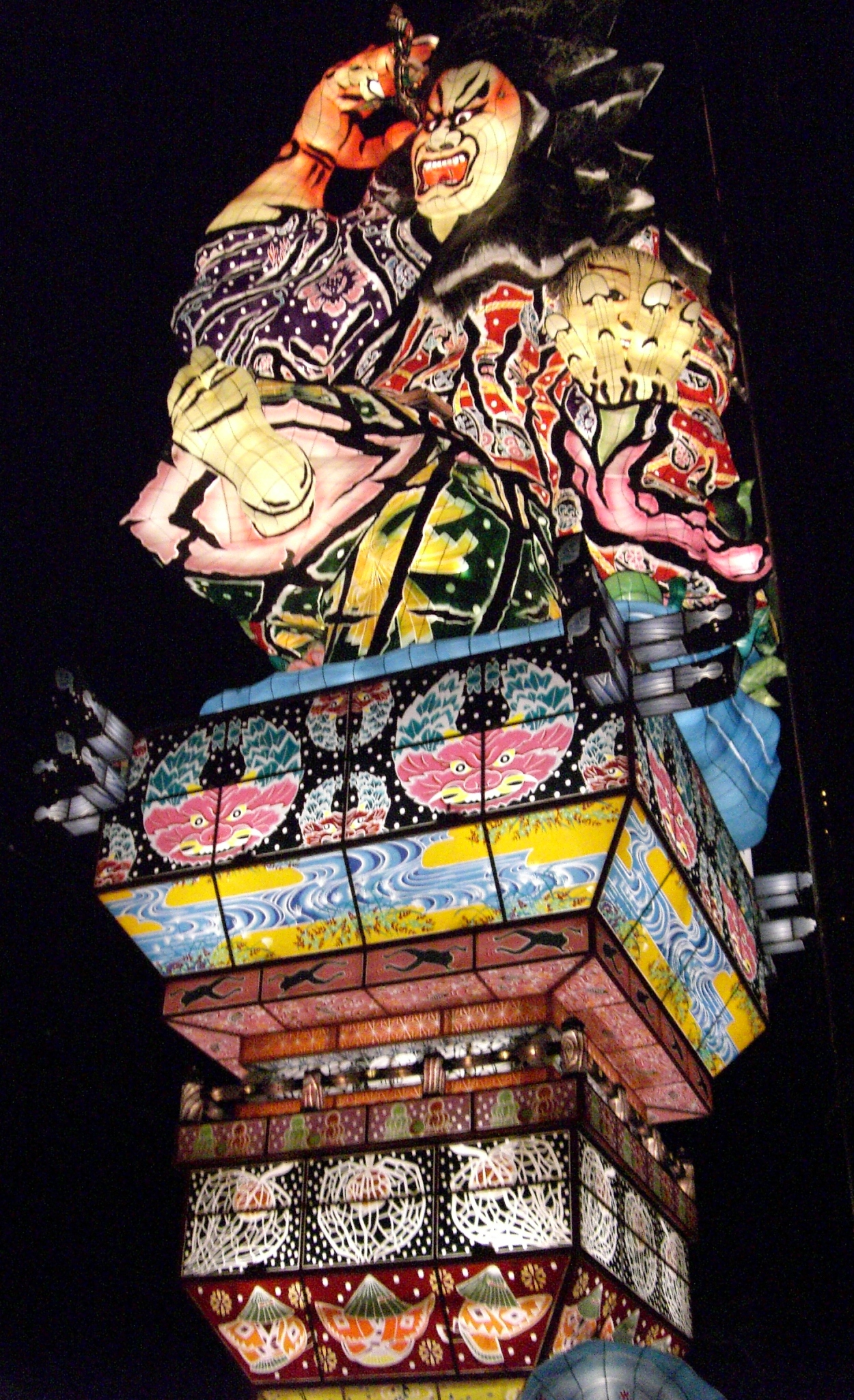
五所川原立佞武多（五所川原市）

仙台七夕まつりおよび秋田竿燈まつりに青森県の各地で行われている「ねぶた」（青森ねぶた祭・弘前ねぷた・五所川原立佞武多など）をひとまとめにして足して「三大」としたり、各ねぶた祭りを1つ1つ数えて「四大」「五大」などとしたりする場合もある。

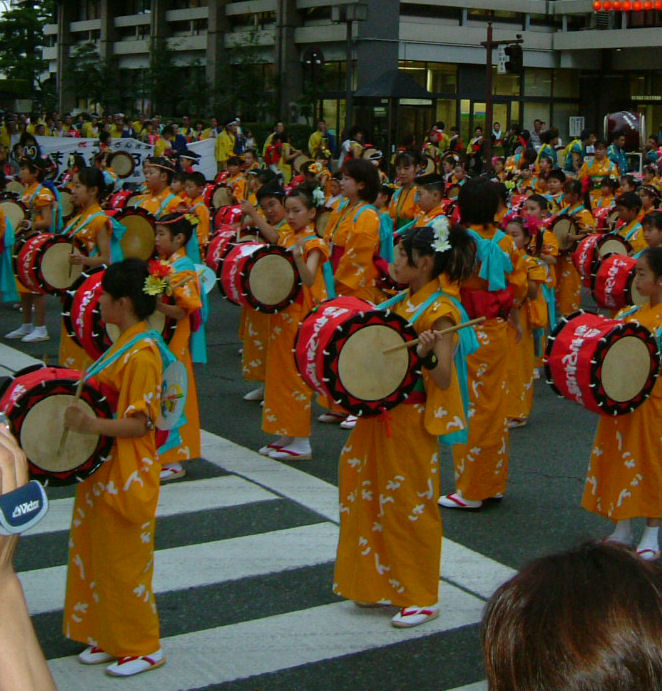
盛岡さんさ踊り（盛岡市）

他方、北東北の青森ねぶた祭と秋田竿燈まつり、あるいは南東北の仙台七夕まつりと山形花笠まつりで「東北二大（夏）祭り」とするツアー商品もある。例えば「東北二大祭り（ねぶた・竿燈）と盛岡さんさ踊り」のような北東北3県周遊商品、あるいは「東北二大祭り（七夕・花笠）と松島」のような仙山圏周遊商品で使用例が見られる。北東北3県周遊商品でねぶた・竿燈・さんさの3つの大きな祭りを周っても「三大」と言わないのは、「三大」には仙台七夕が必ず入っているとの思い込みがある客が誤解するのを防ぐためと見られる。
また岩手県盛岡市の盛岡さんさ踊り、あるいは福島県郡山市の郡山うねめまつりを「東北四大（夏）祭り」に加えて「東北五大（夏）祭り」とする場合もある。

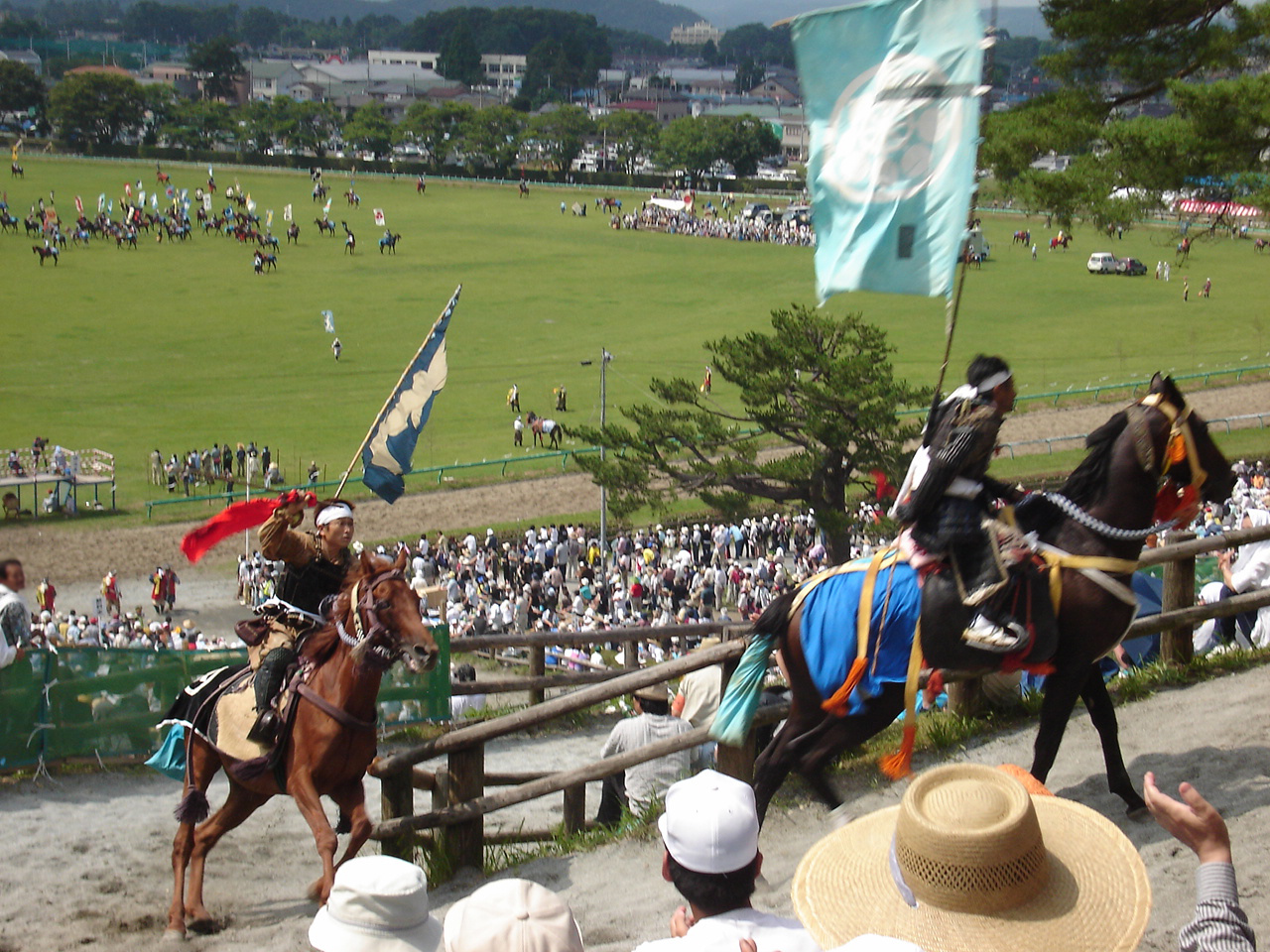
相馬野馬追（南相馬市・相馬市）

さらに福島県浜通り北部の旧相馬中村藩地域で行われる相馬野馬追、あるいは岩手県北上市の北上・みちのく芸能まつりのいずれかを「五大」に加えて「東北六大（夏）祭り」とする場合もある。一方で「N大」に含まれる祭りを飽くまで東北6県の県庁所在地の夏祭りに限定し、「四大」に盛岡さんさ踊りと福島市の福島わらじまつりを加えて「六大」とする例も見られる。
近年、五所川原立佞武多や盛岡さんさ踊り、八戸三社大祭なども「三大」や「四大」と遜色ない入り込み客数となっているが任意に「N大」を拡大せず一般に認知されている「三大」や「四大」との併記に留めたりする場合も見られる。特に、7月に開催される相馬野馬追については「東北の夏祭りの先駆け」と称する例が見られる。
なお、お盆以降に開催される祭りは、観光面から「東北の夏祭り後半戦」とも言われるが、複数の祭りを巡るツアー商品化は未成熟である。

## 開催状況

### 主な祭りの日程
8月下旬までに開催される主な東北地方の夏祭りの日程は以下の通り。
- 日本銀行東北地方内各支店が調査対象とする祭りを、各県ごとに祭り開始日の早い順に記載。
- 毎年開催日程が固定されている祭りは、その期間に合わせて記載。
- 開催が曜日指定で毎年変わる祭りは、概ねの開催日がある頃に白地で記載。
- 8月10日から8月15日までは、開催される主な祭りがないため省略。
- ■：「東北三大祭り」を構成する祭り
- ■：「東北四大祭り」と言う場合に「東北三大祭り」に加えられる祭り

| 県     | 7月                      | 7月                                 | 8月            | 8月            | 8月              | 8月                  | 8月            | 8月            | 8月            | 8月            | 8月 |  |
| 県     | 23日 - 30日              | 31日                                | 1日            | 2日            | 3日              | 4日                  | 5日            | 6日            | 7日            | 8日            | 9日 |  |
| ------ | ------------------------ | ----------------------------------- | -------------- | -------------- | ---------------- | -------------------- | -------------- | -------------- | -------------- | -------------- | --- |  |
| 青森県 |                          | 八戸三社大祭                        | 八戸三社大祭   | 八戸三社大祭   | 八戸三社大祭     | 八戸三社大祭         |                |                |                |                |     |  |
| 青森県 |                          | 弘前ねぷたまつり                    |                |                |                  |                      |                |                |                |                |     |  |
| 青森県 |                          |                                     | 青森ねぶた祭   |                |                  |                      |                |                |                |                |     |  |
| 青森県 |                          |                                     |                |                | 五所川原立佞武多 |                      |                |                |                |                |     |  |
| 岩手県 |                          |                                     | 盛岡さんさ踊り | 盛岡さんさ踊り | 盛岡さんさ踊り   | 盛岡さんさ踊り       |                |                |                |                |     |  |
| 岩手県 |                          | 北上みちのく芸能まつり（第1金土日） |                |                |                  |                      |                |                |                |                |     |  |
| 秋田県 |                          |                                     |                |                | 秋田竿燈まつり   | 秋田竿燈まつり       | 秋田竿燈まつり | 秋田竿燈まつり |                |                |     |  |
| 秋田県 |                          |                                     |                |                |                  | 七夕絵どうろうまつり |                |                |                |                |     |  |
| 宮城県 |                          |                                     |                |                |                  |                      | 七夕花火       | 仙台七夕まつり | 仙台七夕まつり | 仙台七夕まつり |     |  |
| 山形県 |                          |                                     |                |                |                  |                      | 山形花笠まつり | 山形花笠まつり | 山形花笠まつり |                |     |  |
| 福島県 | 相馬野馬追（最終土日月） | 相馬野馬追（最終土日月）            |                |                |                  |                      |                |                |                |                |     |  |
| 福島県 |                          | 福島わらじまつり（第1金土）         |                |                |                  |                      |                |                |                |                |     |  |
| 福島県 |                          | 郡山うねめまつり（第1金土日）       |                |                |                  |                      |                |                |                |                |     |  |
|        | 23日 - 30日              | 31日                                | 1日            | 2日            | 3日              | 4日                  | 5日            | 6日            | 7日            | 8日            | 9日 |  |

| 県     | 8月            | 8月  | 8月        | 8月  | 8月  | 8月         | 8月                       | 8月        | 8月        | 8月         |
| 県     | 16日           | 17日 | 18日       | 19日 | 20日 | 21日 - 23日 | 24日                      | 25日       | 26日       | 27日 - 31日 |
| ------ | -------------- | ---- | ---------- | ---- | ---- | ----------- | ------------------------- | ---------- | ---------- | ----------- |
| 秋田県 | 大文字まつり   |      |            |      |      | （省略）    |                           |            |            |             |
| 秋田県 | 西馬音内盆踊り |      |            |      |      | （省略）    |                           |            |            |             |
| 秋田県 |                |      | 花輪ばやし |      |      | （省略）    |                           |            |            |             |
| 秋田県 |                |      |            |      |      | （省略）    | 全国花火競技大会（第4土） |            |            |             |
| 山形県 |                |      |            |      |      | （省略）    | 新庄まつり                | 新庄まつり | 新庄まつり |             |
|        | 16日           | 17日 | 18日       | 19日 | 20日 | 21日 - 23日 | 24日                      | 25日       | 26日       | 27日 - 31日 |

### 入り込み客数

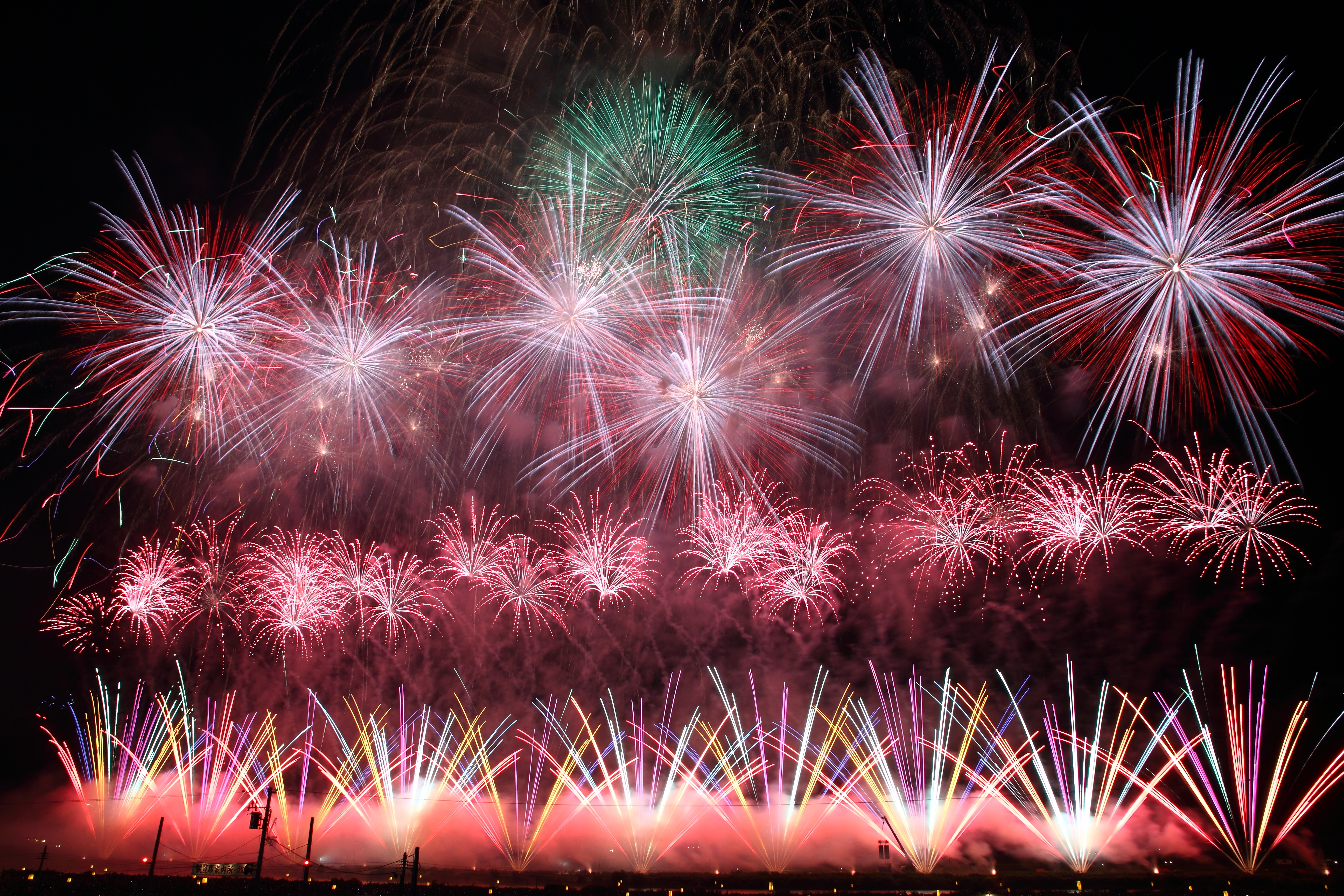
全国花火競技大会（大仙市）

主な東北地方の夏祭りの主催者発表入り込み客総数を県毎に並べると以下のようになっている。曜日配列や天気によって毎年変動がある数値であるため、飽くまで参考値。なお1日当たりの入り込み数では仙台七夕まつり、または全国花火競技大会が最大となる。
- 日本銀行東北地方内各支店調べ[17]
- 1日あたりの入り込み数は、期間中入り込み数を単純に日割りしたもの
- 有効桁数は入込客総数が4桁、1日当たり入込数が3桁
- ■：「東北三大祭り」を構成する祭り
- ■：「東北四大祭り」と言う場合に「東北三大祭り」に加えられる祭り
- ■：お盆以降に開催される祭り
- 太字：県庁所在地
- 全国地方公共団体コード順で記載。市町村の列のソートボタンで元の順序に戻る。

| 県     | 市町村          | 名称                 | 地図 | 2008年 入込客総数  | 2008年 1日当り | 前年比 （%） | 2007年 入込客総数  |
| ------ | --------------- | -------------------- | ---- | ------------------ | -------------- | ------------ | ------------------ |
| 青森県 | 青森市          | ねぶた祭             | 会場 | 319.0万人（6日間） | 53.2万人/日    | 2.9          | 310.0万人（6日間） |
| 青森県 | 弘前市          | ねぷたまつり         | 会場 | 169.0万人（7日間） | 24.1万人/日    | 0.6          | 168.0万人（7日間） |
| 青森県 | 八戸市          | 三社大祭             | 会場 | 105.8万人（5日間） | 21.2万人/日    | -3.2         | 109.3万人（5日間） |
| 青森県 | 五所川原市      | 立佞武多祭り         | 会場 | 130.0万人（5日間） | 26.0万人/日    | -6.5         | 139.0万人（5日間） |
| 岩手県 | 盛岡市          | さんさ踊り           | 会場 | 116.1万人（4日間） | 29.0万人/日    | -9.5         | 128.3万人（4日間） |
| 岩手県 | 北上市          | みちのく芸能まつり   | 会場 | 034.7万人（3日間） | 11.6万人/日    | -9.3         | 038.2万人（3日間） |
| 宮城県 | 仙台市          | 七夕まつり           | 会場 | 205.2万人（3日間） | 68.4万人/日    | 1.1          | 203.0万人（3日間） |
| 宮城県 | 仙台市          | 七夕花火祭           | 会場 | 055.0万人（1夜）   | 55.0万人/夜    | 0.0          | 055.0万人（1夜）   |
| 秋田県 | 秋田市          | 竿燈まつり           | 会場 | 134.0万人（4日間） | 33.5万人/日    | 11.0         | 120.7万人（4日間） |
| 秋田県 | 大館市          | 大文字まつり         | 会場 | 05.0万人（2日間）  | 02.5万人/日    | -54.5        | 011.0万人（1日間） |
| 秋田県 | 湯沢市          | 七夕絵どうろうまつり | 会場 | 015.5万人（3日間） | 05.2万人/日    | -1.3         | 015.7万人（3日間） |
| 秋田県 | 鹿角市          | 花輪ばやし           | 会場 | 014.0万人（2日間） | 07.0万人/日    | -30.0        | 020.0万人（2日間） |
| 秋田県 | 大仙市          | 全国花火競技大会     | 会場 | 065.0万人（1日間） | 65.0万人/日    | -14.5        | 076.0万人（1日間） |
| 秋田県 | 羽後町          | 西馬音内盆踊り       | 会場 | 013.5万人（3日間） | 04.5万人/日    | -4.3         | 014.1万人（3日間） |
| 山形県 | 山形市          | 花笠まつり           | 会場 | 091.0万人（3日間） | 30.3万人/日    | -9.9         | 101.0万人（3日間） |
| 山形県 | 新庄市          | 新庄まつり           | 会場 | 042.0万人（3日間） | 14.0万人/日    | -6.7         | 045.0万人（3日間） |
| 福島県 | 福島市          | わらじまつり         | 会場 | 027.0万人（2日間） | 13.5万人/日    | 3.8          | 026.0万人（2日間） |
| 福島県 | 郡山市          | うねめまつり         | 会場 | 035.5万人（3日間） | 11.8万人/日    | 1.4          | 035.0万人（3日間） |
| 福島県 | 南相馬市 相馬市 | 相馬野馬追           | 会場 | 016.7万人（3日間） | 05.6万人/日    | -6.8         | 018.0万人（3日間） |

※各まつりで集計の対象が異なる場合もある。例えば仙台七夕では七夕飾りがあるメインストリートの人出（214万人）、宵祭りの人出（16.5万人）、スターライトエクスプロージョンの人出（21.4万人）、前夜祭の仙台七夕花火祭の人出（55万人）等は合算されない（値は2006年）。

## 特徴
- 東北地方の夏祭りは短い夏を謳歌するかのように、より北で開催される祭りほど熱気を帯びる傾向がある。
- 東北地方の太平洋側の夏は昼間の気温も西日本や関東地方と比べて低く、夜間に熱帯夜となることもまれなため関東地方以西からの観光客にとっては避暑の面がある。
  - 東北地方の夏の気温は日本海側や盆地がフェーン現象の影響で暑いのに対し太平洋に面した仙台や八戸ではやませが入り込むと低くなる傾向があり、北に行くほど涼しいとは限らない。最高気温では、南北より東西の差の方が大きい場合もしばしばである。
- 近年、個人旅行の浸透で周遊し易く迫力のある青森県の夏祭りに人気が集まってきている（→ねぶた）。
- 荘銀総合研究所によると2007年の東北の夏祭りの経済波及効果は青森ねぶた祭が497億円、仙台七夕まつりが332億円、盛岡さんさ踊りが208億円、秋田竿燈まつりが195億円、山形花笠まつりが164億円、相馬野馬追が30億円と試算された[15]。

## 沿革

### 祭り
仙台七夕まつりや、重要無形民俗文化財に指定されている相馬野馬追（1978年5月22日指定）、青森ねぶた祭・弘前ねぷたまつり・秋田竿燈まつり（以上1980年1月28日指定）、八戸三社大祭（2004年2月16日指定）などは、戦前から祭りとして確立されて各都市で開催されている。
戦後に祭りの形が作られたものの沿革は以下の通り。
- 1963年（昭和38年）、「蔵王夏まつり」（のちの山形花笠まつり）開催。「正調花笠踊り〜薫風最上川〜」が制定され、花笠踊りの振り付けが一本化。
- 1970年（昭和45年）
  - 第1回郡山うねめまつり開催
  - 第1回福島わらじまつり開催
- 1978年（昭和53年）、第1回盛岡さんさ踊り開催

2010年（平成22年）2月15日には、東北6県の各県庁所在地で開催されている6つの夏祭りの実質的な主催者である6商工会議所が仙台に集まり、共同で情報発信や誘客事業をする初めての組織「東北夏祭りネットワーク」を結成した。同年12月に東北新幹線が新青森駅まで延伸開業し、東北6県の県庁所在地全てが新幹線を繋がれるのを前に、観光客の周遊を目指して横の連携を強めようとするもので、今後は県庁所在地以外の夏祭りや春・秋・冬の祭りの主催者も含めた組織にしていく予定となっている。

### 交通
- 1891年（明治24年）9月1日、東北本線全線開通。
- 1905年（明治38年）9月14日、奥羽本線全線開通。これにより、東北6県の県庁所在地を一周出来る鉄道ルートが完成。
- 1937年（昭和12年）11月10日、仙山線全線開通。
- 1957年（昭和32年）4月22日、進駐軍から返還された仙台空港に東京国際空港便が開設。
- 1961年（昭和36年）10月1日、（旧）秋田空港供用開始。
- 1964年（昭和39年）
  - 2月15日、花巻空港供用開始。
  - 6月8日、神町空港（山形空港）供用開始。
  - 11月5日、青森空港供用開始。
- 1966年（昭和41年）10月1日、田沢湖線全線開通。これによって盛岡市と秋田市が鉄道で繋がり、全ての東北6県の隣接県の県庁所在地同士を鉄道で移動することが可能になった。

県境を越える国道は、高度経済成長期にほぼ舗装が完了となった。
- 1982年（昭和57年）6月23日、東北新幹線（大宮駅 - 盛岡駅）開業。
- 1985年（昭和60年）3月14日、東北新幹線・上野駅 - 大宮駅間延伸開業。
- 1987年（昭和62年）
  - 7月15日、仙台市地下鉄南北線開業 。
  - 9月9日、東北自動車道全線開通。1970年代から80年代にかけて建設され、全線開通前から部分的に供用開始されていた。
- 1988年（昭和63年）3月13日、青函トンネル開通。
- 1991年（平成3年）
  - 6月20日、東北新幹線・東京駅 - 上野駅間延伸開業。
  - 7月31日、山形自動車道が東北道・村田JCTから山形市内の区間で利用可能になる。
- 1992年（平成4年）7月1日、山形新幹線（福島駅 - 山形駅）開業。
- 1993年（平成5年）3月20日、福島空港供用開始。
- 1997年（平成9年）
  - 3月22日、秋田新幹線（盛岡駅 - 秋田駅）開業。
  - 7月23日、秋田自動車道全線開通。
  - 10月1日、磐越自動車道全線開通。
- 1999年（平成11年）12月4日、山形新幹線・山形駅 - 新庄駅間延伸開業。
- 2002年（平成14年）12月1日、東北新幹線・盛岡駅 - 八戸駅間延伸開業。
- 2007年（平成19年）3月18日、仙台空港鉄道仙台空港線開通、仙台空港アクセス線運行開始。
- 2010年（平成22年）12月4日、東北新幹線全線開通（八戸駅 - 新青森駅間延伸開業）。
- 2015年（平成27年）12月6日、仙台市地下鉄東西線開業。
- 2016年（平成28年）3月26日、北海道新幹線・新青森駅 - 新函館北斗駅間開業。

## 放送・作品
テレビ
- 『木曜ヒットショー』（テレビ朝日、1982年8月5日。東北三大祭り中継）
- 『東北四大祭り殺人事件[11]』（TBS、1988年8月27日「土曜ドラマスペシャル」。再放送：BS-i、2007年12月27日。原作：小林久三。出演：真野あずさ、神田正輝、石原良純ほか）
- ふるさと発電波劇場『生で見せます!北国の夏祭り本番直前の舞台裏』（日テレ系列東北・北海道7社共同制作、1994年7月30日。出演：伊奈かっぺい、相原勇、ダニエル・カール、桂幸丸、ダンプ松本）[20]
- 『東北四大祭りの旅』（テレビ東京、2005年8月20日「土曜スペシャル」）
- 『復興への熱き魂 生中継!東北の夏祭り』（BSフジ、2011年8月6日 19:00 - 20:55）[21]
- 『東北 夏祭り 〜鎮魂と絆と〜』（NHK、2011年8月7日 21:00 - 21:58「NHKスペシャル シリーズ東日本大震災」）[22]
- 『祭りだ祭りだ! 東北夏祭りスペシャル まっさかり 東北の夏』（NHK、2012年7月22日 14:00 - 15.29「NHK BSプレミアム」）

テレビ朝日系列東北6県（+北海道）ブロックネット生放送
- 放送開始：1998年。
- 放送時間：19:00 - 19:54
- 背景が灰色：放送が無かった年。（不明）：放送の有無の典拠を見つけられない年。
- ○：祭り会場の生中継局。◎：制作幹事局かつ○。無し：VTRほか。

| 放送日             | 番組名                                                   | 祭り会場の生中継 | 祭り会場の生中継 | 祭り会場の生中継 | 祭り会場の生中継 | 祭り会場の生中継 | 祭り会場の生中継 | 主な出演者 （局アナウンサー除く）                                                                               |
| 放送日             | 番組名                                                   | 青               | 岩               | 秋               | 宮               | 山               | 福               | 主な出演者 （局アナウンサー除く）                                                                               |
| ------------------ | -------------------------------------------------------- | ---------------- | ---------------- | ---------------- | ---------------- | ---------------- | ---------------- | --- |
| 1998年8月5日（水） | ドカーンと生中継! 勢ぞろい東北の夏祭り!!                 | ○                |                  | ○                | ○                | ○                |                  | |
| 1999年8月4日（水） | ふる里の夏が響く! 東北+北海道 今宵たっぷり夏祭り         | ○                |                  | ○                |                  | ○                |                  | 札幌：吉村明宏、大泉洋                                                                                          |
| 2000年8月2日（水） | おらほの祭りがサイコーだ! 東北六県対抗! 夏祭り王座決定戦 | ○                | ◎                |                  |                  |                  |                  | 盛岡：うじきつよし、岡本夏生、蛭子能収、木村大作                                                                |
| 2001年             | -                                                        | -                | -                | -                | -                | -                | -                | - |
| 2002年             | -                                                        | -                | -                | -                | -                | -                | -                | - |
| 2003年8月5日（火） | 夏は生!イッキに東北、夏まつり中継!                       | ◎                | ○                | ○                | ○                | ○                | ○                | 青森：舞の海、新山千春                                                                                          |
| 2004年             | （不明）                                                 |                  |                  |                  |                  |                  |                  | |
| 2005年             | （不明）                                                 |                  |                  |                  |                  |                  |                  | |
| 2006年             | （不明）                                                 |                  |                  |                  |                  |                  |                  | |
| 2007年8月6日（月） | 生って東北!! 夏祭り                                      | ○                | ○                | ○                | ○                | ◎                | ○                | 山形：ラッシャー板前、橋本愛実                                                                                  |
| 2008年8月4日（月） | 生で魅せマス! これぞ東北夏祭り                           | ○                | ◎                | ○                |                  |                  |                  | 盛岡：パンチ佐藤                                                                                                |
| 2009年8月3日（月） | 実況LIVE みちのく夏祭り                                  | ◎                |                  | ○                |                  |                  |                  | 青森：サンドウィッチマン                                                                                        |
| 2010年             | （不明）                                                 |                  |                  |                  |                  |                  |                  | |
| 2011年             | （不明）                                                 |                  |                  |                  |                  |                  |                  | |
| 2012年             | （不明）                                                 |                  |                  |                  |                  |                  |                  | |
| 2013年8月6日（火） | 真夏の競演! 東北の夏祭り                                 | ○                |                  | ○                | ◎                | ○                |                  | 仙台：藤井隆、松村邦洋 青森：あどばるーん 秋田：おかもとまり 山形：佐藤正宏                                     |
| 2014年8月5日（火） | 東北の夏まつり 〜生中継で、あたりまえ〜                  | ○                | ○                | ○                | ○                | ◎                | ○                | 山形：COWCOW、佐藤正宏 青森：あべこうじ 陸前高田：村上弘明 秋田：シャバ駄馬男 仙台：パンチ佐藤 いわき：山崎静代 |
| 2015年8月3日（月） | 祭りだ! グルメだ! HAPPYだ! 生放送 真夏の東北 盛り上げ隊  | ◎                | ○                | ○                |                  |                  |                  | 青森：あべこうじ、横山結衣、佐藤朱、早坂つむぎ、舞木香純 盛岡：佐藤七海 秋田：谷川聖                            |
| 2016年             | （不明）                                                 |                  |                  |                  |                  |                  |                  | |
| 2017年8月7日（月） | 熱いぞ! 東北の夏祭り 〜最高の夏を生中継〜                | 〇               | 〇               | 〇               | ◎                | 〇               |                  | 宮城：ゴルゴ松本、中村静香、岡田結実 青森：あどばるーん                                                         |
| 2018年8月6日（月） | 絢爛 東北の夏祭り                                        | 〇               |                  | ◎                | 〇               | 〇               |                  | 秋田：八波一起、壇蜜、元祖爆笑王                                                                                |

小説
- 『東北三大祭り殺人事件』（木谷恭介。2000年8月。角川春樹事務所発行）
- 『東北四大祭り殺人事件』（小林久三）
- 『みちのく夏祭り幽霊事件』（風見潤。かやまゆみ作画で漫画化されている）